# Piero Manzoni
Piero Manzoni (Soncino, 13 de julho de 1933 — Milão, 6 de fevereiro de 1963) foi um artista italiano célebre por suas obras conceituais, como resposta direta ao trabalho de Yves Klein. É celebre sua obra Merda de Artista, dentre outras tantas que chegam a ser vendidas por mais 1 milhão de libras.

## Obras
Em suas pinturas Manzoni experimentou diversos pigmentos e materiais. Em uma obra ele utilizou tinta fosforescente e cloreto de cobalto, assim as cores variam ao longo do tempo. Entretanto, ele elaborou ideias menos comuns também. Entre elas, esculturas feitas de algodão branco, fibra de vidro, pêlo de coelho e pães falsos.
Em 1958 ele elaborou as "esculturas pneumáticas", 45 balões. O comprador poderia também ter a expiração de Manzoni dentro dos balões. Ele também tentou criar um animal mecânico como uma escultura móvel, utilizando energia solar como fonte de energia. Em 1960 ele criou uma esfera que era sustentada por um jato de ar.
Em 1960 Manzoni imprimiu suas impressões digitais em ovos cozidos. Ele permitiu que os espectadores comessem a exposição inteira em 70 minutos. Ele também começou a vender impressos de suas impressões digitais. Ele também designou algumas pessoas como sendo trabalhos de arte ambulantes, incluindo Umberto Eco.
Em maio de 1961 Manzoni defecou em 90 pequenas latas e etiquetou-as com o texto Merde d'artista (Merda de Artista), sendo esta sua obra mais famosa. Nos anos seguintes ele as distribuiu a várias coleções de arte por todo o mundo e angariou diversos prêmios. Muitas latas explodiram, resultado de corrosão e de gases em expansão.
No mesmo ano ele realizou exposições de pessoas nuas com sua assinatura e ainda lhes forneceu certificados de autenticidade. Ele também designou um pedestal de "pedestal mágico". As pessoas que subissem nele se tornariam um trabalho de arte.
Piero Manzoni morreu de infarto do miocárdio em seu ateliê em Milão, em 1963.